# Fabio Introvaia
Fabio Introvaia (ur. 16 czerwca 1987) − włoski bokser, brązowy medalista igrzysk śródziemnomorskich w Mersin.

## Kariera amatorska
W 2013 r. zdobył brązowy medal na igrzyskach śródziemnomorskich w Mersin. W pierwszej walce, w ćwierćfinale pokonał na punkty (3:0) Marokańczyka Mehdi Ouatine. Udział zakończył na półfinale, przegrywając w swoim drugim pojedynku z Francuzem Sofiane Oumihą. W roku 2010 i 2012 był mistrzem Włoch w kategorii lekkiej.
Od 2015 r. reprezentuje drużynę Italia Thunder w rozgrywkach WSB.